# Kerstin Gier
Kerstin Gier (ur. 8 października 1966 w Bergisch Gladbach) – niemiecka autorka powieści kobiecych i młodzieżowych. Odniosła sukces cyklem powieści Trylogia czasu. Studiowała edukację biznesową i psychologię komunikacji. Obecnie mieszka w Niemczech w miejscowości niedaleko Bergisch Gladbach „ze swoim mężem, synem, dwoma kotami i trzema kurami”.
Zaczęła pisać w 1995 r. Jej pierwszym sukcesem była powieść Mężczyźni i pozostałe katastrofy. Kolejne książki autorki miały coraz większy odzew wśród czytelniczek. W 2005 r. przyznano jej nagrodę Delia za tytuł Niemoralna superoferta. 

## Twórczość

### Powieści
- Podniebny (2018)
- Powtórka z miłości (2015)
- Z deszczu pod rynnę (2009)
- Lügen, die von Herzen kommen (2008)

#### CyklTrylogia czasu
- Czerwień rubinu
- Błękit szafiru
- Zieleń szmaragdu

#### CyklTrylogia Snów
- Silver. Pierwsza księga snów (2016)
- Silver. Druga księga snów (2016)
- Silver. Trzecia księga snów (2017)

#### CyklJudith Raabe
- Männer und andere Katastrophen (1996)
- Fisherman's Friend in meiner Koje (1998)

#### CyklMütter-Mafia
- Die Mütter-Mafia (2005)
- Die Patin (2006)
- Gegensätze ziehen sich aus (2008)